# Hermann Müller (SS-Mitglied)
Hermann Peter Müller (* 30. Januar 1909 in Essen; † 17. März 1988 in Arnsberg) war deutscher SS-Sturmbannführer, Leiter der Außenstelle Sicherheitspolizei und SD in Tarnopol und verurteilter Kriegsverbrecher.

## Leben
Hermann Müller war von Beruf Verkäufer. Er trat 1926 der SA und zum 27. Januar 1927 der NSDAP bei (Mitgliedsnummer 55.646). Bereits 1928 wurde er wegen Körperverletzung verurteilt. Eine weitere Verurteilung erfolgte 1931 wegen schweren Landfriedensbruchs. Im selben Jahr trat er in die SS (SS-Nummer 6.922) ein. Nach dem Beginn der nationalsozialistischen Herrschaft wurde er Angestellter der Deutschen Arbeitsfront und war später Leiter der SD-Stelle in Bochum.
Seit 1941 war er Leiter des Grenzpolizeikommissariats (GPK) Tarnopol. Dabei handelte es sich tatsächlich um eine fest stationierte Teileinheit eines Einsatzkommandos. Müller handelte als extremer Antisemit. Er war in Tarnopol maßgeblich an mehreren Aktionen zur Deportationen von Juden in die Vernichtungslager beteiligt. Beteiligt war Müller auch an zahlreichen Massenmordaktionen.
Obwohl es ein Fotografierverbot für Aktionen im Rahmen der Ermordung der Juden gab, hielt er sich nicht daran. Von der Räumung eines Ghettos wurde berichtet: Müller „wurden verkrüppelte und transportunfähige Menschen vorgeführt und er behandelte sie folgendermaßen: Das Opfer (Kranke bzw. Verkrüppelte) wurde auf einen Stuhl gesetzt und Hermann Müller gab ihm einen Schuss ins Genick. Danach fotografierte er es und stieß es vom Stuhl zum Boden herunter. Seinen Fotoapparat hatte er umgehangen.“
Er hatte in der Zeit in Tarnopol mehrfach interne Disziplinarverfahren der SS zu überstehen. Dabei ging es um Übergriffe gegen Deutsche. Im Jahr 1942 erhielt er deswegen einen dienstlichen Verweis. Am 1. Juni 1943 wurde er zurück zum SD nach Bochum versetzt. Wegen seiner Beteiligung an der „Judenumsiedlung“ wurde Müller für einen Orden vorgeschlagen.
Nach dem Krieg lebte er unter falschen Namen, zuletzt war er Mitinhaber eines Gemüse- und Fischgeschäftes in Espelkamp. Wegen seiner Beteiligung am Massenmord an den ukrainischen Juden wurde Müller 1961 verhaftet. Im Zuge eines Prozesses im März 1965 sagte er als Zeuge gegen seinen früheren Stellvertreter Friedrich Lex aus und versuchte diesen zu entlasten. Er selbst wurde am 15. Juli 1966 vom Landgericht Stuttgart zu lebenslanger Haft verurteilt. Er verbüßte seine Haft in der Justizvollzugsanstalt Singen und starb während eines Hafturlaubs.